# Bloedraad van Cannstatt
De Bloedraad van Cannstatt (Duits: Blutgericht zu Cannstatt) vond in 746 plaats toen Carloman de gehele adel van de Alemannen op een bijeenkomst in Cannstatt (nu een wijk binnen de stad Stuttgart)  uitnodigde. Volgens de Annales Mettenses, de Annales Petaviani en een verhaling door Childebrand liet Carloman  meerdere duizenden Alemanische edelen arresteren en executeren. Hij beschuldigde hen van hoogverraad. Hiermee kwam de facto een einde aan de onafhankelijkheid van het hertogdom Alemannia, dat na deze gebeurtenis voortaan door Frankische hertogen zou worden bestuurd.